# Babajide Ogunbiyi
Babajide Ogunbiyi (født 3. november 1986 i Rochester, New York) er en amerikansk-nigeriansk tidligere fodboldspiller. Han spillede senest for Hobro IK som forsvarsspiller. Hans forældre er fra henholdsvis Nigeria og Jamaica.

## Karriere

### Ungdom og college
Ogunbiyi spillede collegefodbold på Santa Clara University i Santa Clara, Californien. I løbet af sin college karriere spillede han i 77 kampe, scorede 11 mål og fik registreret 8 assists. Hos Santa Clara vandt han en West Coast Conference titel og fik tre NCAA Tournament optrædener.
Ogunbiyi blev i MLS SuperDraft 2009 udvalgt i 2. runde (18. generelt) af Major League Soccer klubben New York Red Bulls. På trods af længerevarende kontraktforhandlinger blev han ikke enige med klubben om en fast aftale, og Ogunbiyi søgte mod Europa hvor han var til prøvetræninger hos norske Nybergsund IL-Trysil og senere Leeds United og Oldham Athletic i England. Det blev ikke til en kontrakt med de engelske klubber på grund af manglende arbejdstilladelse i landet.

### Viborg FF (2010-2012)
I januar 2010 kom han til den danske klub OB og deltog i et par træningskampe. Babajide fik ingen permanent aftale med OB efter tiden i Odense. Viborg FF's sportschef Steffen Højer havde overværet en træningskamp imellem OB og FC Fredericia og tilbød spilleren et træningsophold til den store forsvarsspiller. Efter en del træningskampe for Viborg FF valgte klubben at tilknytte Babajide som amatør for resten af sæsonen. I marts 2010 startede han på en uddannelse på Viborg Gymnastikhøjskole, og i august 2010 skrev han sin første professionelle kontrakt, da Viborg FF tilbød ham en aftale gældende til sommeren 2012.
I juni 2011 var Ogunbiyi til 3 dages prøvetræning hos den tyske klub Karlsruher SC. Efterfølgende fik han en alvorlig skade og rejste til USA for at blive opereret. Dette skete uden klubbens tilladelse, og Viborg FF tilbageholdt spillerens løn og anklagede denne for kontraktbrud. Der blev anlagt sag ved FIFA, men inden sagen blev afgjort der, fortalte VFF og Babajide at de fortsatte samarbejdet indtil kontraktophør i sommeren 2012.

### New York Red Bulls
Den 30. juli 2012 skrev Ogunbiyi kontrakt med den amerikanske MLS-klub New York Red Bulls. Kontrakten var betinget af at spilleren kunne bestå de fysisk tests, og da disse ikke blev gennemgået med tilfredsstillende resultat, blev kontrakten ophævet.

### Vendsyssel FF
Den 17. december 2012 meddelte den danske 1. divisionsklub Vendsyssel FF, at man havde indgået en etårig aftale med Ogunbiyi.

### Viborg FF (2013-2015)
Den 19. juli 2013 vendte Ogunbiyi tilbage til Viborg FF, der netop var rykket i Superligaen. Han blev solgt til klubben fra Vendsyssel FF som den største transfer nogensinde for Vendsyssel FF.
I den første del af sæsonen scorede Jide to mål og spillede 17 superligakampe, hvoraf de 15 var fra start. Den 12. december 2015 blev det offentliggjort, at Viborg FF har valgt ikke at forlænge kontrakten med Babajide.

### Hobro IK
Den 4. januar 2016 oplyste Hobro IK, at de havde skrevet kontrakt med Babajide, hvor hans kontrakt varer til sommeren 2017. 30-årige Babajide Ogunbiyi bekendtgjorde den 5. juni 2017, at han stoppede sin aktive karriere grundet knæproblemer.